# Veronikaberg
Der Veronikaberg (ursprünglich Frohnsberg) ist ein 552,2 m ü. NHN hoher Berg bei Ilmenau in Thüringen.

## Lage
Der Berg liegt anteilig in Martinrodaer Gemarkung, der östliche Teil in Heydaer Gemarkung – heute ein Stadtteil von Ilmenau. Der Veronikaberg stellt topographisch die südlichste Spitze der Reinsberge im Südosten der Ohrdrufer Platte dar, die unmittelbar südlich des Bergs und unweit östlich des Höhenrückens in das flachwellige Paulinzellaer Vorland übergehen. Obwohl er nur gut 150 Meter aus der Umgebung herausragt, wirkt er nach Süden und Westen sehr dominant, da er hier steil abfällt. Nach Nordosten geht der Berg in den noch etwas Höheren Heydaer Berg mit der 605 m hohen Halskappe über.

## Bedeutung
Der Veronikaberg ist ein Wahrzeichen Martinrodas. Bekannt ist er für seine vielfältige Flora und Fauna.

## Geologie, Flora und Fauna
Der Berg besteht aus Muschelkalk und ist einer der wenigen Berge in der Umgebung mit reinen Buchenbeständen, die im Herbst für eine besondere Farbgebung sorgen. Seit Jahrhunderten wächst hier auch die Europäische Eibe und sorgte in früheren Zeiten mit ihrer Verarbeitung für einen bescheidenen Wohlstand der umliegenden Dörfer oder deren Herrschaften. Das Klima am Veronikaberg ist wärmer und trockener als das der Umgebung. Er ist ein beliebtes Wanderziel und Schauplatz zahlreicher regionaler Sagen und Mythen.
Der Berg steht zum größten Teil unter Naturschutz. Das 116,1 Hektar große Naturschutzgebiet (NSG) wurde 1961 eingerichtet. Floristisch bemerkenswert ist das größte Thüringer Vorkommen der Elsässer Sommerwurz im Gebiet. Das NSG beherbergt zwei Totalreservatsflächen.

## Namensherkunft
Der Name geht auf eine Verballhornung der ursprünglichen Bezeichnung zurück. 1538 wurde der Berg Frohnbergk bei mertenroda genannt. Später hieß er Frohnberg, 1703 Veronberg, woraus dann der heutige Name wurde.